# Judith Maro
朱迪思·马罗（希伯來語：יהודית מארו；本名伊达·耶胡迪特·阿纳斯塔西娅·格罗斯曼；1919年11月24日—2011年11月16日）身为一名以色列裔威尔士作家，她以英语和威尔士语分别出版了自己的作品。 虽然她出生于叶卡捷琳诺斯拉夫（现为乌克兰第聂伯罗）
，但她在海法长大。 她曾就读于希伯来 Reali 学校，并在年轻时期积极加入了准军事组织哈加拿和政治组织青年衛士 。 第二次世界大战期间，马罗甚至加入了本土辅助部队。 在第一次中东战争期间，他担任帕尔马赫的一名军官，并于1947年移居英国。 她于1949年移居威尔士，并成功融入当地文化。 在她的职业生涯中，玛罗不仅出版了自传，写了小说，还汇编了不少英语和威尔士出版物。 此外，她还曾为英国印刷媒体和英国广播公司世界服务工作过。